# Berezîna, Mîkolaiiv
Berezîna (în ucraineană Березина) este o comună în raionul Mîkolaiiv, regiunea Liov, Ucraina, formată numai din satul de reședință.

## Demografie
Componența lingvistică a comunei Berezîna
     Ucraineană (99,29%)
     Alte limbi (0,66%)
Conform recensământului din 2001, majoritatea populației comunei Berezîna era vorbitoare de ucraineană (99,29%), existând în minoritate și vorbitori de alte limbi.